# Patty Sheehan
Patricia Leslie Sheehan, conocida como Patty Sheehan (Middlebury, Vermont, Estados Unidos, 27 de octubre de 1956), es una golfista estadounidense que disputó el LPGA Tour entre 1980 y 2006, en los que logró 35 victorias y 206 top 10.
La golfista triunfó en seis torneos mayores: el Campeonato de la LPGA 1983, 1984 y 1993, el Abierto de Estados Unidos 1992 y 1994, y el Campeonato Dinah Shore 1996. También obtuvo el segundo puesto en el Campeonato Mundial de la LPGA 1985, el Nabisco Dinah Shore 1987 y el Abierto de Canadá 1990. Fuera del LPGA Tour, ganó al Abierto Británico 1992.
Por otra parte, disputó la Copa Solheim con la selección estadounidense entre 1990 y 1996, logrando 5.5 puntos en 13 partidos. Luego ha jugado la Copa Handa desde 2006. Sheehan ingresó al Salón de la Fama del Golf Mundial en 1993.
Sheehan vivió su adolescencia en la ciudad de Reno, Nevada. En su juventud, Sheehan fue segunda en el Abierto de Estados Unidos Amateur 1979, y campeona nacional universitaria de la AIAW 1980. Ese año se convirtió en profesional y comenzó a disputar el LPGA Tour. Fue nombrada Novata del Año 1981 y Jugadora del Año 1983.
Sheehan reveló públicamente en 1998 que estaba de pareja con su representante Rebecca y que habían adoptado una hija; tiempo después adoptaron un varón.